# W/2016ALBUM
W:/2016ALBUM/ es el noveno álbum de estudio del productor canadiense deadmau5, está programado su lanzamiento oficial el 2 de diciembre de 2016. Obtuvo críticas mixtas a positivas por parte de los críticos. A pesar de esto, Joel (deadmau5) confirmó no sentirse satisfactorio con su álbum, debido a que las canciones del álbum "no fueron creadas de principio a fin".

## Sencillos
A principios de 2016, deadmau5 después de 2 años sin publicar ningún álbum ni sencillo, lanza su primer sencillo el 27 de mayo de 2016 titulado "Snowcone" para el futuro álbum.
El 4 de noviembre de 2016, la radio estadounidense BBC RADIO 1 de Pete Tong anunció que deadmau5 "ha regresado" y publican "4ware" como sencillo promocional del álbum.
El 18 de noviembre de 2016 lanza otro sencillo titulado: "Let Go" con la colaboración de Grabbitz, en su versión extendida.

## Lista de canciones
| N.º   | Título                                    | Duración |  |
| 1.    | «4ware»                                   | 8:39     |  |
| 2.    | «2448»                                    | 6:24     |  |
| 3.    | «Cat Thruster»                            | 5:36     |  |
| 4.    | «Deus Ex Machina»                         | 6:31     |  |
| 5.    | «Glish»                                   | 2:10     |  |
| 6.    | «Imaginary Friends»                       | 7:46     |  |
| 7.    | «Let Go (feat. Grabbitz)»                 | 6:20     |  |
| 8.    | «No Problem»                              | 6:59     |  |
| 9.    | «Snowcone»                                | 5:15     |  |
| 10.   | «Three Pounds Chicken Wing»               | 6:22     |  |
| 11.   | «Whelk Then»                              | 5:39     |  |
| 12.   | «Let Go (feat. Grabbitz) [Extended Edit]» | 11:31    |  |
| 67:42 |                                           |          |  |